# Escualosa thoracata
La sardina indopacifica (Escualosa thoracata (Valenciennes, 1847)), è un pesce osseo marino appartenente alla famiglia Clupeidae.

## Descrizione
L'aspetto generale di questa specie è quello tipico dei clupeidi come la comune sardina, il corpo non è però così affusolato ed è piuttosto alto, con una forte carena ventrale formata da scaglie rigide.
Sui fianchi è presente una fascia argentea molto brillante, presente anche nei giovanili.
Pesce di piccole dimensioni, raggiunge la lunghezza massima di 10 cm, la taglia media è sugli 8 cm.

## Distribuzione e habitat
Indo-Pacifico tropicale a ovest fino al Pakistan. È una specie pelagica costiera. I giovanili possono penetrare nelle foci dei fiumi ma gli adulti vivono solo in mare.

## Biologia
Sembra vivere al massimo un anno. Gregaria, forma densi banchi.

### Alimentazione
Si nutre di zooplancton (copepodi, larve di crostacei e molluschi bivalvi e uova di pesci) e di fitoplancton.

### Riproduzione
Avviene in autunno-inverno in acque basse e costiere.

## Pesca
Si tratta di una specie importante per la pesca commerciale. Viene commerciata allo stato fresco, essiccata e salata.